# Локтев, Сергей Минович
Сергей Минович Локтев (1928—1998) — советский и российский учёный в области химии и нефтехимии, доктор химических наук, профессор, заслуженный деятель науки и техники Российской Федерации (1992). Лауреат Премии имени В. Н. Ипатьева (1994).

## Биография
Родился в октябре 1927 года (по документам — 1 апреля 1928) на хуторе Беленький Каменского района Уральской области (сейчас — территория Казахстана) в семье уральских казаков. Родители — Локтев Мин Артемьевич и Локтева (Чурилина) Екатерина Сафоновна.
Учился в Московском институте тонкой химической технологии им. М. В. Ломоносова и в аспирантуре Института нефти АН СССР, который позже был преобразован в Институт нефтехимического синтеза им. А. В. Топчиева АН СССР. Остался работать в этом институте. Прошёл путь от младшего научного сотрудника до заместителя директора по научной работе и и. о. директора института. Заведовал лабораторией № 2, основанной его учителем, членом-корреспондентом АН СССР А. Н. Башкировым.
Автор более 250 научных публикаций, 35 авторских свидетельств и патентов, пяти монографий. Заведующий лабораторией, заместитель директора Института нефтехимического синтеза имени A. B. Топчиева РАН. Член редколлегии журнала «Нефтехимия».
Основные работы связаны с химическими и нефтехимическими процессами с участием одноуглеродных молекул, разработкой научных основ и катализаторов синтеза Фишера-Тропша, метатезиса, гидроформилирования, получения аминов. Участвовал в создании научных основ процесса гидроформилирования олефинов в присутствии родиевых катализаторов, что позволило разработать технологии получения ряда ценных продуктов: двустадийный процесс получения изопрена, первая стадия которого мощностью 100 тонн/год реализована на опытном заводе НПП «Ярсинтез» в 1993 году, и процесс получения сверхчистого препарата «валокордин», прошедшего опытно-промышленные испытания на том же заводе в 1995 году.
Лауреат Премии имени В. Н. Ипатьева (1994) — за цикл работ «Разработка научных основ и технологии получения кислородсодержащих продуктов гидроформилированием непредельных соединений на родиевых катализаторах под давлением».
Награждён орденом «Знак Почёта» (1987).
Сын - Алексей Сергеевич Локтев, доктор химических наук, профессор кафедры общей и неорганической химии РГУ нефти и газа имени И.М. Губкина.
Дочь - Екатерина Сергеевна Локтева, доктор химических наук, профессор химического факультета МГУ им. М.В. Ломоносова.

## Основные публикации
- Локтев С. M. Высшие жирные спирты. М.: Наука, 1964.
- Локтев С. М., Клименко В. Л., Камзолкин В. В., Меняйло А. Т. Высшие жирные спирты. — М.: Химия, 1970. — 328 c.
- Лапидус А. Л., Локтев С. М. Современные каталитические синтезы углеводородов из окиси углерода и водорода // Журнал ВХО им. Д. И. Менделеева. 1986. Т. 31. № 5. С. 527—532.
- Loktev, A.S., Slivinskii, E.V., Loktev, S.M. Hydrocarbonylation of Methanol in the Presence of Unconventional Cobalt Catalyst Systems. Petroleum Chemistry, Volume 38, Issue 1, 1998, Pages 34-37
- Slivinskii, E.V., Kuz'min, A.E., Abramova, A.V.,  Kliger, G.A., Loktev, S.M. The Fischer-Tropsch Synthesis: State of the Art and Principles of Catalyst Design. Petroleum Chemistry, Volume 38, Issue 4, July 1998, Pages 221-243
- Локтев С. М., Башкиров А. Н. Испытания некоторых окисных катализаторов в синтезе углеводородов из окиси углерода и водорода // Изв. АН СССР, отд. техн. наук. 1954. № 8. С. 147—153.
- L.S.Glebov, G.A.Kliger, T.P.Popova, V.E.Shiryaeva, V.P.Ryzhikov, E.V.Marchevskaya, O.A.Lesik, S.M.Loktev, V.G.Beryezkin Journal of Molecular Catalysis, Volume 35, Issue 3, June 1986, Pages 335-348
- Боголепова Е. И., Вербовецкая С. Б., Выготская И. В., Клигер Г. А., Локтев С. М. Метатезис непредельных функциональных соединений на промотированных рений-оксидных катализаторах. Нефтехимия. 1986. Т. 26. № 2. C. 185—188.